# Voitinel (gmina)
Voitinel – gmina w Rumunii, w okręgu Suczawa. Obejmuje tylko jedną miejscowość Voitinel. W 2011 roku liczyła 4387 mieszkańców.